# Mariano Portugal
Mariano Eutropio Portugal Catacora (Acora, 27 de mayo de 1952) es un profesor, abogado y político peruano. Fue congresista de la república durante el periodo 2011-2016 y alcalde de la ciudad de Puno desde 2003 hasta el 2006.

## Biografía
Nació en  el distrito de Acora, ubicado en la ciudad de Puno, el 27 de mayo de 1952.
Realizó sus estudios primarios en la Escuela Primaria No. 881 José Antonio Encinas de Puno; y los secundarios en la Gran Unidad Escolar San Carlos de Puno. Estudió la carrera de Educación en la Escuela Normal Mixta de Puno entre 1974 y 1978. Luego siguió estudios de Derecho en la Universidad Andina Néstor Cáceres Velásquez, en la cual labora como docente desde julio del 2009.
Ha sido director regional de Asesoría Legal del CTAR Puno-Moquegua-Tacna (de abril de 1992 a diciembre del 2003).

## Carrera política
Mariano Portugal incursionó en la política como candidato al Congreso de la República por el partido Solidaridad Nacional en las elecciones parlamentarias del año 2000, sin embargo, no resultó elegido. Intentó nuevamente sin éxito en el 2001 por la alianza fujimorista Solución Popular de Carlos Boloña.

### Alcalde de Puno
En las elecciones regionales y municipales del año 2002, postuló a la alcaldía de la provincia de Puno por el Movimiento Unión Regional y finalmente fue elegido como alcalde provincial para el periodo 2003-2006.
En su gestión municipal, realizó diversas obras como la canalización del Jr. Caraballa y la creación del Parque Recreativo Señor de Morocollo.
Culminando su cargo, Portugal intentó ser reelegido en 2006 sin tener éxito y de igual manera en las elecciones del 2010.

### Congresista de la República
En las elecciones generales del 2011, se unió a la Alianza Perú Posible de Alejandro Toledo y postuló nuevamente al Congreso de la República representando a su natal Puno en las elecciones parlamentarias. Finalmente, Portugal resultó elegido como congresista de la república, obteniendo 27,868 votos, para el periodo parlamentario 2011-2016.
Durante su gestión congresal fue presidente de la Comisión de Descentralización, vicepresidente de la Comisión de Fiscalización y de Defensa. 
En 2013, Portugal decidió renunciar a la bancada de Perú Posible tras discrepancias internas y luego decidió formar la bancada Unión Regional junto con otros congresistas renunciantes de la chakana e independientes.
En julio del 2015, Portugal postuló a la segunda vicepresidencia de la Mesa Directiva en la lista encabezada por Luis Iberico de Alianza para el Progreso, quien competía contra Vicente Zeballos de Solidaridad Nacional. Culminando la elección, Iberico resultó elegido como nuevo presidente del Congreso y Portugal fue juramentado como nuevo segundo vicepresidente de la Mesa Directiva para el periodo 2015-2016.
Tras culminar su labor congresal, Portugal se afilió al partido Alianza para el Progreso de César Acuña y decidió postular a la reelección en las elecciones parlamentarias del 2016, sin embargo, no resultó reelegido. Tampoco tuvo éxito en su candidatura a la presidencia del Gobierno Regional de Puno en las elecciones regionales del 2018.
Postuló nuevamente a la alcaldía de Puno en las elecciones del 2022 por el Movimiento Poder Andino.

## Controversias
En 2015, Portugal fue denunciado por su hijo, Giancarlo Portugal Velasco, de haberse ausentado del pago de su alimentación y de sus estudios.
Fue también denunciado por el delito de peculado doloso, durante su gestión como alcalde de Puno, donde finalmente quedó archivado por la Fiscalía.